# Такараву (мурдханья)

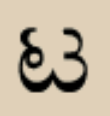
Такараву (мурдханья)

Такараву (канн. ಟಕಾರವು) — та, буква алфавита каннада, обозначает ретрофлексный переднеязычный глухой взрывной согласный [ṭ].
Подстрочная форма — таотту:

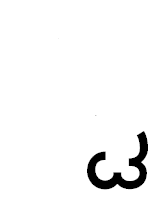
Таотту (каннада)
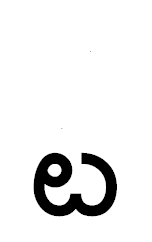
Таватту (телугу)